# 200 Eskadra IAF

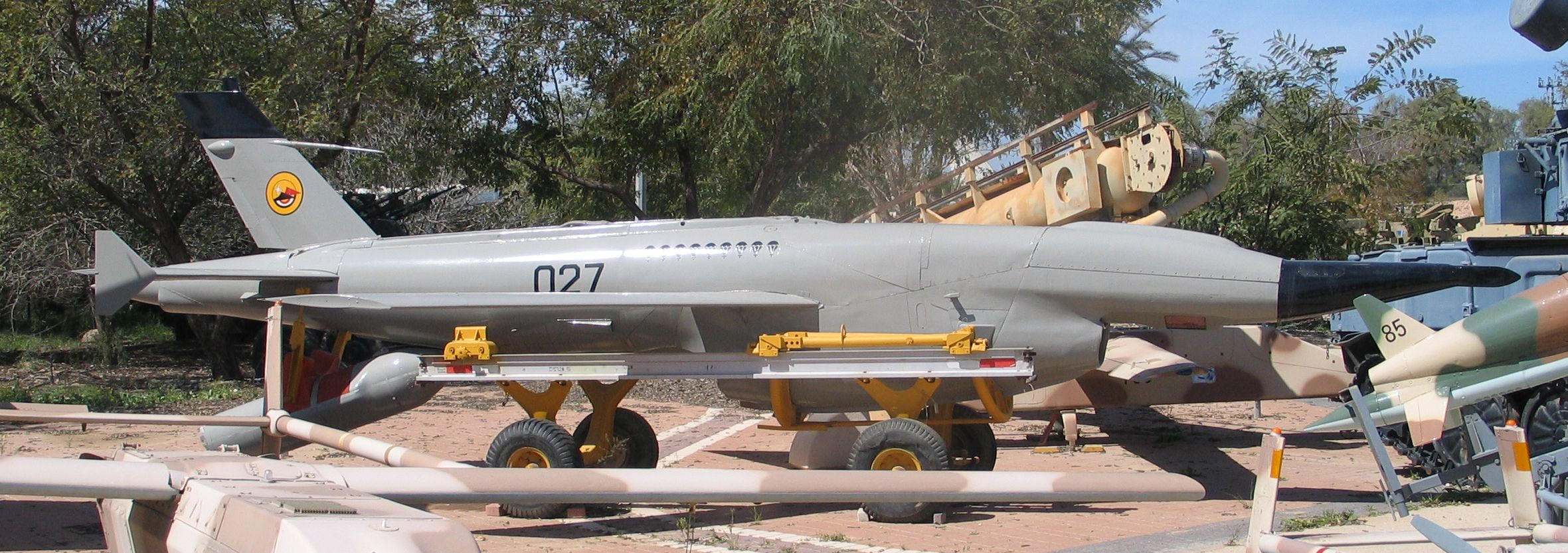
UAV.

200 Eskadra - zwiadowcza eskadra Sił Powietrznych Izraela, bazująca w Palmachim w Izraelu.

## Wyposażenie
Eskadra została utworzona w 1971 i od samego początku obsługiwała różne rodzaje bezzałogowych aparatów latających UAV. Pierwsze z nich były wykorzystane podczas wojny Jom Kipur w 1973. Były to wówczas latające pojazdy zdalnie pilotowane (RPV), które stopniowo od 1981 zastępowano nowszymi modelami z autopilotem (UAV). Były one masowo wykorzystywane podczas wojny libańskiej w 1982. Od 1992 eskadra używała pojazdów Searcher, które w 1998 zastąpiono nowszą wersją Searcher-2.